# Iraan
Iraan è un comune (city) degli Stati Uniti d'America della contea di Pecos nello Stato del Texas. La popolazione era di 1.229 abitanti al censimento del 2010.

## Geografia fisica
Iraan è situata a 30°54′49″N 101°53′55″W (30.913511, -101.898614).
Secondo lo United States Census Bureau, la città ha una superficie totale di 1,6 km², dei quali 1,6 km² di territorio e 0 km² di acque interne (0% del totale).

## Società

### Evoluzione demografica
Secondo il censimento del 2010, la popolazione era di 1.229 abitanti.

### Etnie e minoranze straniere
Secondo il censimento del 2010, la composizione etnica della città era formata dal 79,66% di bianchi, l'1,87% di afroamericani, l'1,22% di nativi americani, lo 0,24% di asiatici, lo 0,16% di oceanici, il 14,32% di altre razze, e il 2,52% di due o più etnie. Ispanici o latinos di qualunque razza erano il 53,21% della popolazione.